# Partito di Unità Nazionale (Haiti)
Il Partito di Unità Nazionale è stato un partito politico haitiano fondato da François Duvalier.
Il partito non aveva un'ideologia precisa, ma si basava su un mix di populismo e nazionalismo che "Papa Doc" Duvalier aveva usato per salire al potere, oltre che con una serie di raggiri e frodi elettorali.
Benché non rappresentasse realmente un potere statale, come invece fu per esempio il Partito Nazionale Fascista in Italia, era comunque usato per fomentare la campagna demagogica di Duvalier. Il partito ricorreva anche, benché in genere il compito fosse attribuito alla Milice de Volontaires de la Sécurité Nationale, all'eliminazione di potenziali oppositori del governo di "Papa Doc" Duvalier.
Sotto la presidenza di Jean-Claude "Baby Doc" Duvalier, il partito perse sempre più importanza; terminò definitivamente dopo il colpo di Stato del 1986 che costrinse Jean-Claude Duvalier all'esilio a Parigi.
Anche se in esilio, Jean-Claude ventilò la possibilità di candidarsi alle elezioni del 2006 per il rifondato Partito d'Unità Nazionale, ma alla fine decise di non candidarsi.
Nel 2010, dopo il terremoto, Jean-Claude è tornato ad Haiti per "stare vicino al suo popolo in un momento di difficoltà".